# Bubber Miley
James „Bubber“ Miley (* 3. April 1903 in Aiken, South Carolina; † 20. Mai 1932 in New York City) war ein US-amerikanischer Jazztrompeter und -komponist.

## Leben
Nach einer Dienstzeit von 18 Monaten in der Navy spielte Miley ab 1923 in verschiedenen New Yorker Jazzclubs, zuletzt bei Elmer Snowdens „Washingtonians“. Die Stammbesetzung dieser Band, darunter auch Bubber Miley, wurde 1926 von Duke Ellington übernommen und bildete das erste Ellington-Orchester. In den Jahren bis 1929 entstanden eine Reihe historischer Ellington-Aufnahmen wie East St. Louis Toodle-Oo und Black and Tan Fantasy, die entscheidend durch Mileys Soli geprägt wurden. Miley, der aufgrund seiner Alkoholabhängigkeit als unzuverlässig galt und dafür bekannt war öfters während der Aufführung auf der Bühne zu schlafen, verließ das Ellington-Orchester 1929 und spielte in den folgenden zwei Jahren mit den Bands von King Oliver, Jelly Roll Morton und Hoagy Carmichael, wo er auch auf einigen Aufnahmen zusammen mit Bix Beiderbecke zu hören ist. Bubber Miley starb bereits 1932 an den Folgen von Alkoholmissbrauch und einer Tuberkulose.

## Bedeutung
Bubber Miley ist zusammen mit dem Posaunisten Joe „Tricky Sam“ Nanton der Schöpfer des Growl-Stils, bei dem die Trompetenventile nur teilweise heruntergedrückt werden, und gleichzeitig ein Plunger-Dämpfer mit der linken Hand vor dem Schalltrichter des Instruments bewegt wird. Die so erzeugten Töne mit ihrem Wah-Wah-Effekt bildeten ein wesentliches Element der Klangfarbe des so genannten Jungle Style, für den das Ellington-Orchester in seinen frühen Jahren bekannt war und einen Großteil seines Erfolges ausmachte. Nach Mileys Ausscheiden wurde die Tradition dieses Spiels bei Ellington von Cootie Williams weitergeführt.
Nach Ansicht von Schuller verband sich bei Miley eine melodisch-kompositorische Begabung mit seiner Fähigkeit, spezifische Klangfarben zu erzeugen; seine Wichtigkeit für die klassische Melodieführung im Jazz wird unterschätzt. Vermutlich hat er den bedeutenderen Anteil an den mit Ellington geschaffenen Kompositionen East St. Louis Toodle-Oo, Black and Tan Fantasy und Creole Love Call.

## Sekundärliteratur
- Gunther Schuller: Early Jazz. Its roots and musical development. New York usw.: Oxford University Press 1986; ISBN 0-19-504043-0.